# Stora Ymningen
Stora Ymningen är en sjö i Örebro kommun i Närke och ingår i Norrströms huvudavrinningsområde. Sjön har en area på 1,04 kvadratkilometer och ligger 215,5 meter över havet. Sjön avvattnas av vattendraget Garphytteån.

## Delavrinningsområde
Stora Ymningen ingår i det delavrinningsområde (658312-144775) som SMHI kallar för Utloppet av Stora Ymningen. Medelhöjden är 228 meter över havet och ytan är 7,73 kvadratkilometer. Det finns inga avrinningsområden uppströms utan avrinningsområdet är högsta punkten. Garphytteån som avvattnar avrinningsområdet har biflödesordning 2, vilket innebär att vattnet flödar genom totalt 2 vattendrag innan det når havet efter 257 kilometer. Avrinningsområdet består mestadels av skog (70 procent) och sankmarker (14 procent). Avrinningsområdet har 1,26 kvadratkilometer vattenytor vilket ger det en sjöprocent på 16,3 procent.